# Cordillera (Bolivia)
Cordillera is een provincie in het departement Santa Cruz in het zuidoosten van Bolivia. De hoofdplaats van Cordillera is Lagunillas. De provincie heeft een oppervlakte van 86.245 km² en heeft 120.111 inwoners (2012). Cordillera wordt vooral bevolkt door de Chiriguano-indianen, die tot de Guaraní behoren.
Cordillera is verdeeld in zeven gemeenten:
- Boyuibe
- Cabezas
- Camiri
- Charagua (hoofdplaats Charagua)
- Cuevo
- Gutiérrez
- Lagunillas

Andrés Ibáñez · 
Ángel Sandoval · 
Chiquitos · 
Cordillera · 
Florida · 
Germán Busch · 
Guarayos · 
Ichilo · 
Ignacio Warnes · 
José Miguel de Velasco · 
Manuel María Caballero · 
Ñuflo de Chávez · 
Obispo Santistevan · 
Sara · 
Vallegrande